# Alopecion guttatum
Alopecion guttatum – gatunek węża z rodziny Lamprophiidae; jedyny przedstawiciel rodzaju Alopecion.
Osobniki tego gatunku osiągają rozmiary od 40 do 60 centymetrów. Najdłuższa zanotowana samica mierzyła 61,5 centymetra, samiec 42,7 centymetra. Podstawą pożywienia są gryzonie i jaszczurki, na które poluje w nocy.
Samica składa w lecie do 8 jaj.
Węże te występują w Afryce Południowej – w południowej Namibii, Republice Południowej Afryki, Lesotho i Eswatini.